# Žeično
Žeično este un sat din comuna Plužine, Muntenegru. Conform datelor de la recensământul din 2003, localitatea are 16 locuitori (la recensământul din 1991 erau 7 locuitori).

## Demografie
În satul Žeično locuiesc 16 persoane adulte, iar vârsta medie a populației este de 51,3 de ani (52,4 la bărbați și 49,9 la femei). În localitate sunt 6 gospodării, iar numărul mediu de membri în gospodărie este de 2,67.
Această localitate este populată majoritar de sârbi (conform recensământului din 2003).
|  |

| Demografie | Demografie | Demografie |
| An         | Locuitori  | Locuitori  |
| ---------- | ---------- | ---------- |
|            |            |            |
|            |            |            |
|            |            |            |
|            |            |            |
| 1948       | 71         |            |
| 1953       | 53         |            |
| 1961       | 58         |            |
| 1971       | 54         |            |
| 1981       | 29         |            |
| 1991       | 7          | 7          |
| 2003       | 20         | 16         |

| \| Componența etnică conform recensământului din 2003[2] \| Componența etnică conform recensământului din 2003[2] \| Componența etnică conform recensământului din 2003[2] \| Componența etnică conform recensământului din 2003[2] \| Componența etnică conform recensământului din 2003[2] \| \| ----------------------------------------------------- \| ----------------------------------------------------- \| ----------------------------------------------------- \| ----------------------------------------------------- \| ----------------------------------------------------- \| \| \| \| \| \| \| \| Sârbi \| Sârbi \| \| 13 \| 81,25% \| \| Muntenegreni \| Muntenegreni \| \| 3 \| 18,75% \| \| necunoscută \| necunoscută \| \| 0 \| 0% \| |              |  |    |        |
| Componența etnică conform recensământului din 2003 |              |  |    |        |
| |              |  |    |        |
| Sârbi | Sârbi        |  | 13 | 81,25% |
| Muntenegreni | Muntenegreni |  | 3  | 18,75% |
| necunoscută | necunoscută  |  | 0  | 0%     |